# جودي كون
جودي كون (بالإنجليزية: Judy Kuhn)‏ هي مغنية وممثلة أمريكية، ولدت في 20 مايو 1958 بنيويورك في الولايات المتحدة.

## أعمال

### أفلام
- (1995) بوكاهونتاس[6][7][8][9]

## ترشيحات
- جائزة توني عن فئة أفضل ممثلة في مسرحية موسيقية [الإنجليزية]‏ (1988)
- جائزة توني عن فئة أفضل ممثلة في مسرحية موسيقية [الإنجليزية]‏ (1994)

## وصلات خارجية
- جودي كون على موقع IMDb (الإنجليزية)
- جودي كون على موقع ألو سيني (الفرنسية)
- جودي كون على موقع ميوزك برينز (الإنجليزية)
- جودي كون على موقع أول موفي (الإنجليزية)
- جودي كون على موقع قاعدة بيانات برودواي على الإنترنت (الإنجليزية)
- جودي كون على موقع قاعدة بيانات الأفلام السويدية (السويدية)
- جودي كون على موقع أول ميوزيك (الإنجليزية)
- جودي كون على موقع ديسكوغز (الإنجليزية)
- جودي كون على موقع قاعدة بيانات الفيلم (الإنجليزية)
- جودي كون على موقع كينوبويسك (الروسية)